# Milocera pyrinia
Milocera pyrinia är en fjärilsart som beskrevs av Louis Beethoven Prout 1934. Milocera pyrinia ingår i släktet Milocera och familjen mätare. Inga underarter finns listade i Catalogue of Life.